# Bidental
U drevnoj rimskoj religiji, Bidental je bilo sveti hram podignut na mjestu gdje je udarila munja.

## Stvaranje
Sve ostatke i spaljenu zemlju na tom mjestu spalili su svećenici zvani bidentales u rupi na tom mjestu. Svaka osoba koju je usmrtila munja trebala je biti pokopana u zemlju gdje je udarila munja, za razliku od tradicionalnog kremiranja.
Puteal (izvor bunara), jedan ili ponekad više njih, postavljao se tada na mjesto spaljene zemlje. Kako bi dodatno posvetio mjesto, službenik bi žrtvovao dvogodišnju ovcu (zvanu bidens). Naposljetku, sagrađen je oltar i okružen zidom ili ogradom kako bi se svi prijestupnici držali podalje. Povremeno, kada bi pali u stanje propadanja, Bidentali bi bili popravljeni ili rekonstruirani.

## Značaj
Bidental je smatran svetim prostorom, pa se nije smio dirati, gaziti po njemu, pa čak ni gledati u njega nakon završetka.
Mjesta koja su pogođena gromom smatrala su se zastrašujućim primjerom božanskog gnjeva i nije ih se smjelo olako shvatiti. Ako je netko počinio svetogrđe, bio je strogo kažnjen bijesom. Prije svega, vjerovalo se da je ove predstave božanske moći pokazao upravo Jupiter, rimski bog neba i groma, kao i kralj bogova.